# Chauvirey-le-Châtel-et-Chauvirey-le-Vieil
Pour les articles homonymes, voir Chauvirey et Chatel.
Chauvirey-le-Châtel-et-Chauvirey-le-Vieil est une ancienne commune française de la Haute-Saône, qui a existé de 1808 à 1845. Créée en 1808, issue d'une fusion entre Chauvirey-le-Châtel et Chauvirey-le-Vieil, la commune est supprimée en 1845. Les deux communes constituantes sont alors rétablies.